# Bischofsburg Fegefeuer

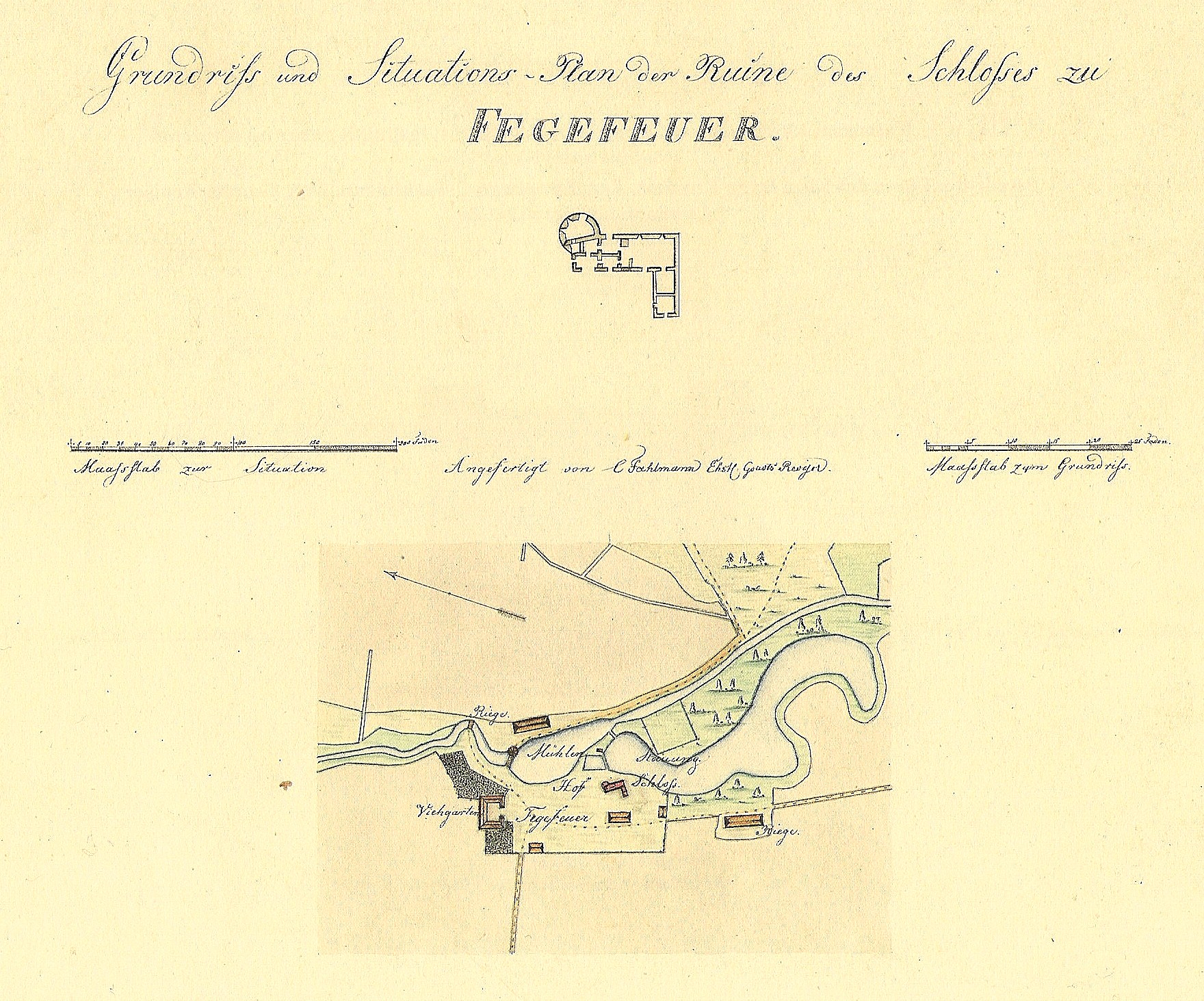
Lageplan
Zeichnung von Carl Faehlmann

Die Bischofsburg Fegefeuer (estnisch Kiviloo piiskopilinnus) befindet sich bei Raasiku im Kreis Harrien in Estland.
Die Ruinen befinden sich heute im Bezirk Harju im Dorf Kiviloo am Ufer des Flusses Jõelähtme (baltendeutsch Kostiferischer Bach).

## Geschichte
Burg Fegefeuer gehörte dem Bischof von Reval als Tafelgut. Erstmals als Burg erwähnt wurde Fegefeuer 1474, als Simon von der Borch Bischof war, wo die Burg Fegefeuer neben der Burg Borkholm als Tafelgüter genannt wurde. Während des Livländischen Kriegs wurde die Festung schwer beschädigt, danach Teil eines Gutshofs. In den 1750er Jahren war die Festung noch relativ gut erhalten und teilweise nutzbar. Im Jahr 1828 beschrieb der baltendeutsche Dichter G. J. F. Baron Ungern-Sternberg die Burg bereits als Ruine. Von 1839 bis zur Verstaatlichung des Guts in den 1920er Jahren gehörte der Besitz der Familie Stackelberg.

## Bauwerk

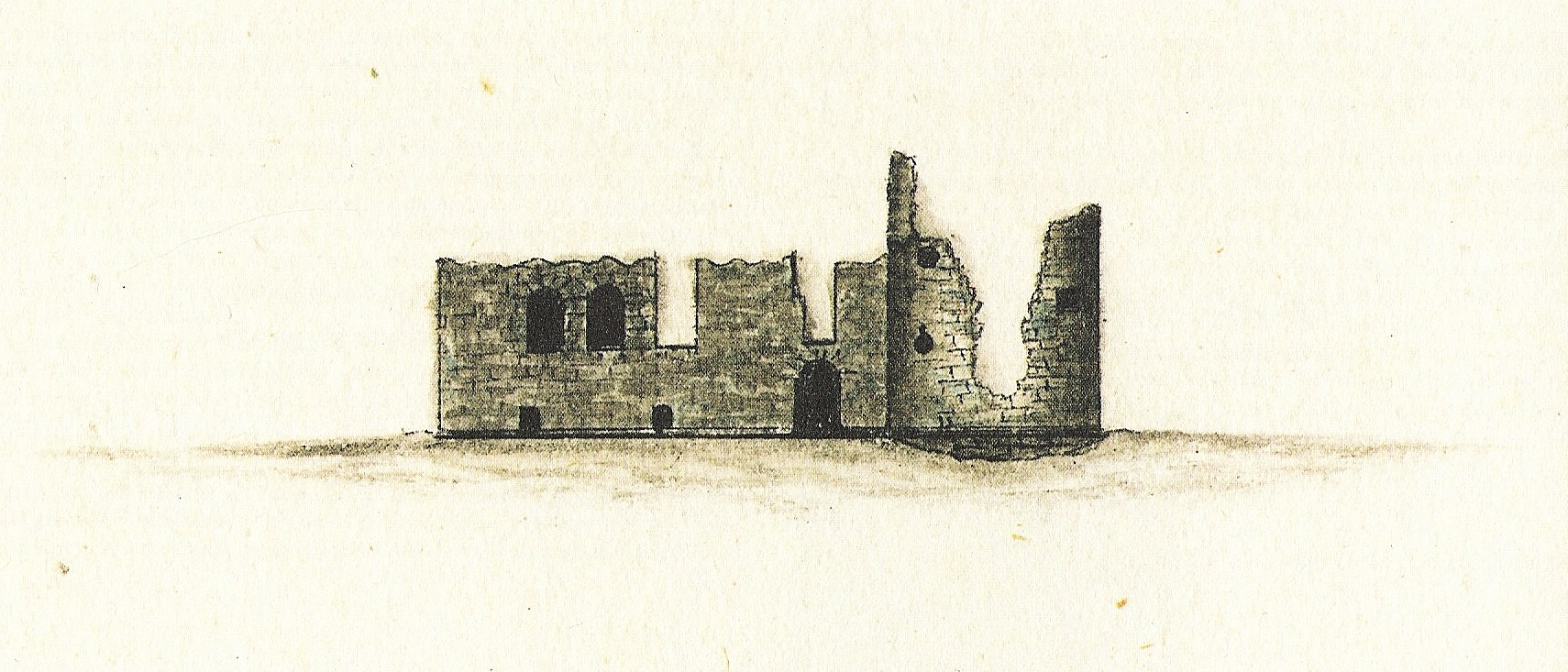
Ansicht der Ruine im 19. Jahrhundert
Aquarell von Carl Faehlmann

Das Hauptgebäude war aus zwei unter einem rechten Winkel aneinandergefügten Flügeln gebildet. Die Burg hatte einen runden Kanonenturm in der Nordostecke und eine Halle auf der gesamten Südseite.

## Nachweise
- Ilmar Arens: Schloss und Amt Fegefeuer. (estnisch "Kiviloo") Online
- Burg Fegefeuer auf burgenwelt.org
- Raam, Villem (1967). Kiviloo piiskopilinnus